# Казанская икона Божией Матери
Каза́нская ико́на Бо́жией Ма́тери — почитаемая чудотворная икона Богородицы, явившаяся в Казани в 1579 году. Одна из самых чтимых икон Русской православной церкви.
Наиболее значимыми в русской истории стали три Казанские иконы: явившаяся в Казани, а также её списки — Московский (находится в Казанском соборе на Красной площади в Москве) и Санкт-Петербургский (находится в Казанском соборе Санкт-Петербурга).

## Иконография. Происхождение типа
Иконографически Казанскую икону принято относить к сокращённому варианту Одигитрии. Такие иконы восходят к первообразу, хранившемуся во Влахернском храме в Константинополе.

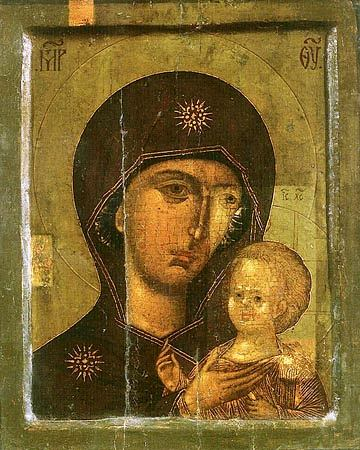
Петровская икона Божией Матери (икона-пядница из Успенского собора Московского Кремля)

Богородица изображается фронтально, оплечно, в характерных одеждах, с небольшим наклоном головы к Младенцу. На одной руке Богородицы восседает Младенец Иисус Христос.
Младенец Христос представлен строго анфас, фигура ограничена по пояс, видна только правая рука с благословляющим (обычно двоеперстным) жестом. Вторая рука Богомладенца скрыта одеждой.
В иконах типа «Одигитрия» Богородица указывает рукой на Христа. Казанский образ — оплечный, поэтому указания рукой мы не видим.
Казанская икона Богородицы — одна из наиболее почитаемых и воспроизводимых в Русской церкви икон.
В марте 1516 года посол Василий Андреевич Коробов привёз из Константинополя в Москву икону Богородицы для великого князя Василия III. Во времена царя Алексея Михайловича эта икона хранилась в Московском Кремле, причём источник 1666 года называет её «Казанской» за сходство иконографии с явленным в 1579 году Казанским образом, чья иконография была к тому времени уже широко известна. По словам В. И. Троицкого, эта икона вплоть до начала XX века находилась в Верхоспасском соборе Кремлёвского дворца. По-видимому, она была оплечной репликой константинопольских композиций XIV века, как и Петровская икона Божией Матери. По мнению историка древнерусского искусства Александра Преображенского,
появление в Москве в 1516 г. некоей иконы, похожей на «Богоматерь Казанскую», могло способствовать окончательному формированию этого типа и, в частности, привести к созданию необычной иконы, которая через какое-то время попала в Казань и после своего обретения в 1579 г. дала начало мощной иконографической традиции.

## История

### Обретение иконы

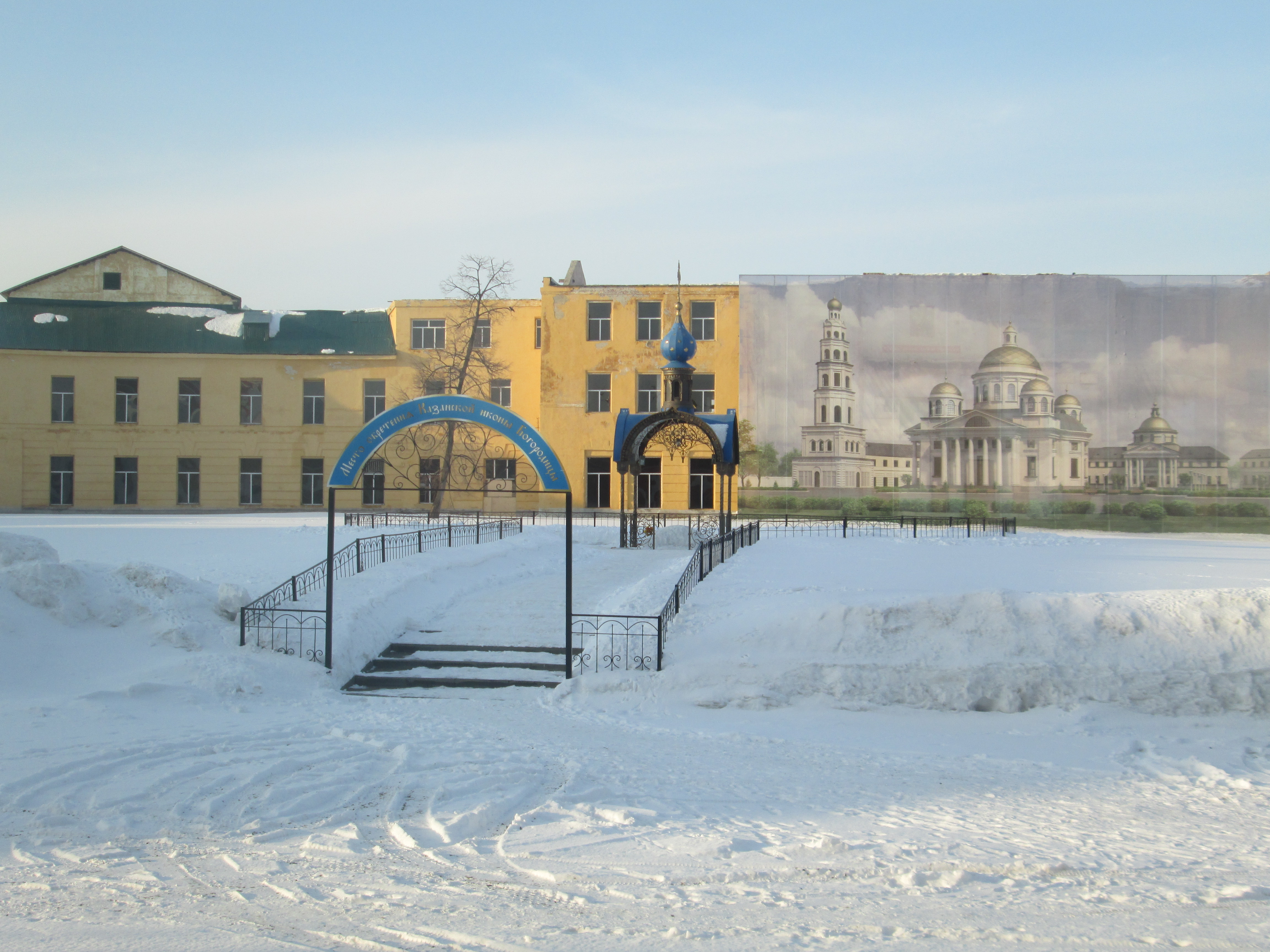
Предполагаемое место обретения иконы

Как пишет современник событий патриарх Гермоген (в то время священник Гостинодворской церкви Казани Ермолай), после пожара в Казани в 1579 году, уничтожившего часть города, десятилетней Матроне во сне явилась Богородица, велевшая откопать её икону на пепелище:
Яви убо себе Богородицына икона сицевымъ образомъ. Не яви убо образа своего Владычица ни святителю града, ни начальнику властелинску, ниже вельможи или богату, ниже мудру старцу: но яви своё честное сокровище, источникъ неизсчерпаемый приходящимъ с вѣрою, чудный свой образъ, нѣкоего мужа от простыхъ, имуща мудрость на войнѣ стрелебную, сего дщи юнна, десяти лѣтъ суща, именемъ Матрона. Сей бо дѣвицы явися чюдная она и пресвѣтлая икона Богородицына. И после убо пожара в томъ же лѣте и месяце, сице нача являтися дѣвицы оной, ей же имя преди рекохомъ, икона пресвѣтлая Божия Матери. И веляше ей поити во градъ и повѣдати про икону Богородицыну, ея же видѣ, архиепископу и воеводамъ, дабы шед выняли образъ Пречистые Богородицы от земленыхъ нѣдръ: и мѣсто повѣда ей, идѣже последи обрѣтоша драгаго бисера честное сокровище, чюдную икону Богородицыну.
В указанном месте, где была печь, на глубине около метра Матрона нашла икону. День явления Казанской иконы — 8 июля 1579 года — ныне ежегодный общецерковный праздник в Русской Церкви. На месте явления иконы по указу Ивана IV (Грозного) был построен Богородицкий девичий монастырь, первой монахиней которого стала Матрона, принявшая имя Мавры.
В 1768 году императрица Екатерина II украсила оклад Казанской иконы Богородицы в Казанском Богородицком монастыре своей бриллиантовой короной.

### Кража и предполагаемое уничтожение

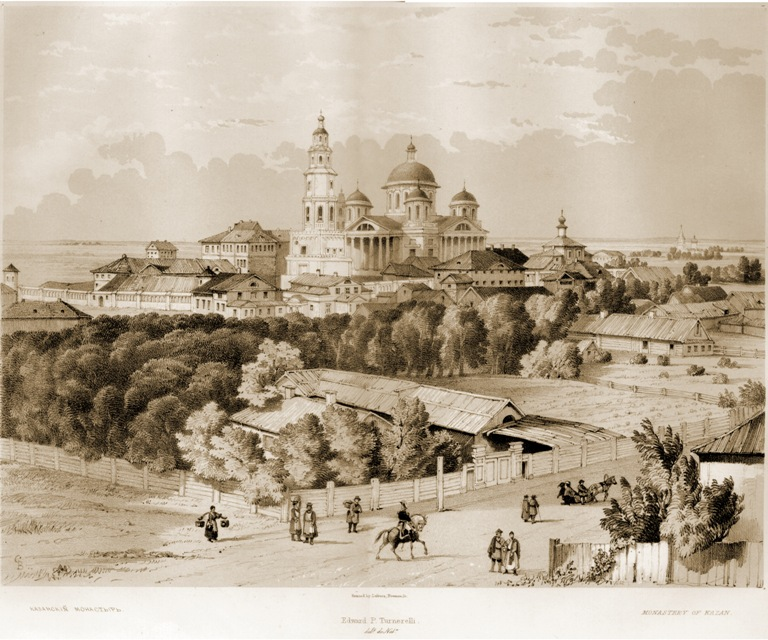
Казанский Богородицкий монастырь

Уже в XIX веке не было полной ясности, где находился подлинник явленной иконы, но большинство авторов склонялось к тому, что он оставался в Казанском Богородицком монастыре.
В ночь на 29 июня (12 июля) 1904 года из Богородицкого монастыря икона была похищена вместе с образом Спасителя в драгоценных ризах; обе иконы были украшены драгоценностями на сумму до 100 тысяч рублей; были похищены также деньги из свечных ящиков. Похитителей нашли: ими оказались Варфоломей Чайкин (Стоян), крестьянин двадцати восьми лет и его сообщники. На суде Стоян отрицал участие в краже. Однако следственные действия показали, что иконы были сожжены на квартире Стояна. Впоследствии возникало много версий, что икона не была уничтожена, в частности, что на самом деле была украдена копия иконы, а также что икону Стоян за огромную сумму перепродал старообрядцам. Стояна приговорили к 12 годам каторги, и в 1916 году он умер в Шлиссельбургской крепости.
Среди насельниц Казанского Богородицкого женского монастыря ходило предание, согласно которому последняя игуменья Казанского Богородицкого монастыря (после нескольких попыток похищения чудотворного образа грабителями) имела обычай на ночь подменять под окладом подлинную икону списком, и что похищенная ночью Стояном-Чайкиным икона была всего лишь списком иконы. Существовало предположение, что подлинник иконы находился в храме Ярославских Чудотворцев на Арском кладбище в Казани. Однако искусствовед Н. Н. Чугреева по стилистическим критериям не подтвердила атрибуцию этой иконы как явленной. При обследовании этой иконы в 2002 году во время проходившей в Казани международной конференции «Христианство в Волго-Уральском регионе» было установлено, что она относится ко второй половине XVIII века.

## Списки и праздники
В 1594 году митрополит Казанский Гермоген составил «Повесть и чюдеса Пречистые Богородицы, честнаго и славнаго Ея явления образа, иже въ Казани». Согласно этому источнику, чудеса от иконы начались ещё при её перенесении с места явления во храм: исцелились двое слепых, участвовавших в процессии. В этой повести сообщалось, что список с явленной иконы был послан в Москву царю Ивану IV (Грозному).
Празднование Казанской иконе совершается 8 (21) июля в честь обретения иконы в Казани в 1579 году и 22 октября (4 ноября) в честь избавления Москвы от поляков в 1612 году, так как в этот день ополчение Минина и князя Пожарского вступило в Китай-город с Московским списком этой иконы.

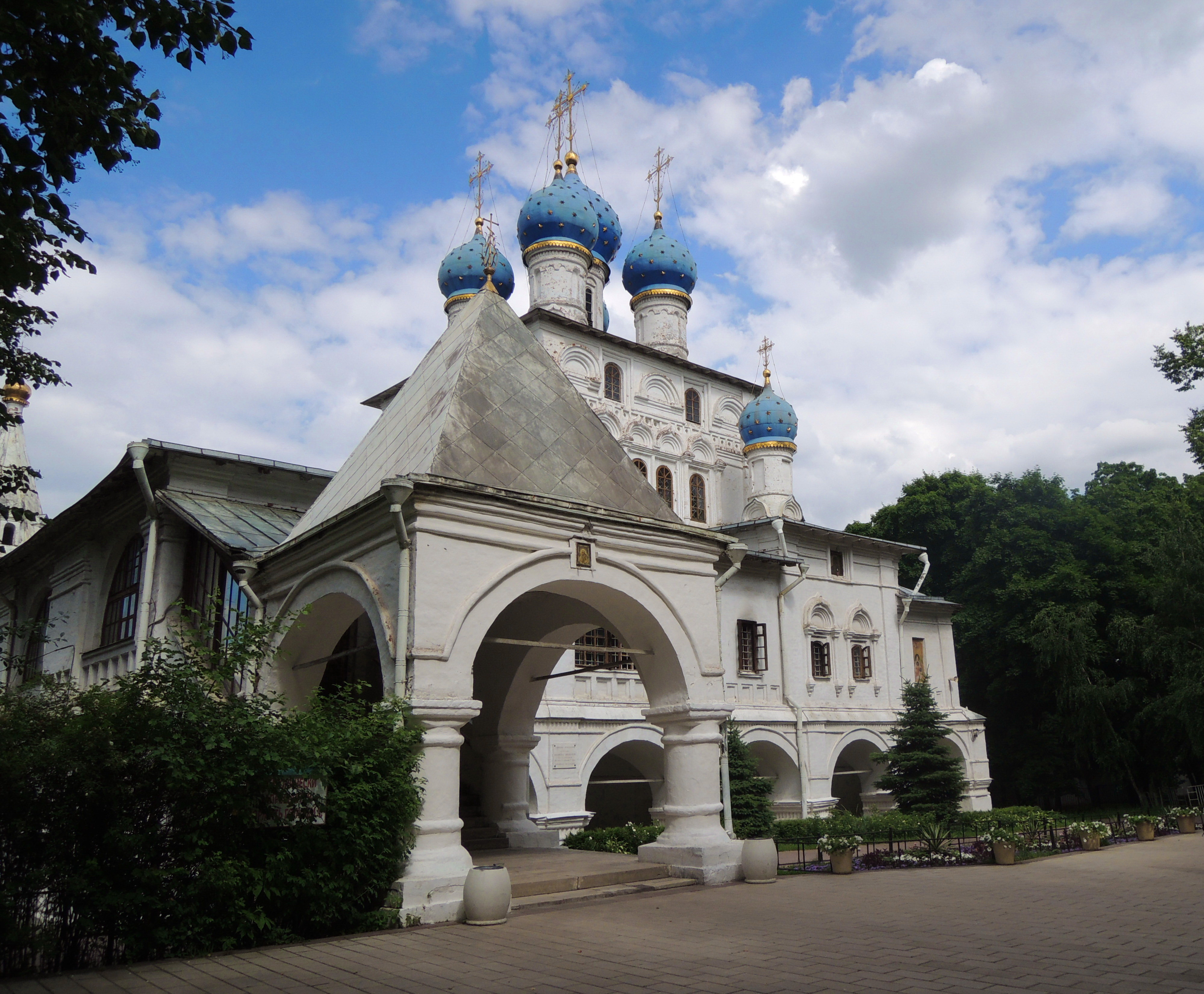
Храм в Коломенском

В 1649 году по случаю рождения на 22 октября 1648 года во время всенощного бдения наследника престола царевича Димитрия царь Алексей Михайлович повелел установить общерусское празднование Казанской иконе: «во всех городах по вся годы». В подтверждение нового статуса иконы при Коломенском царском дворце была заложена домовая церковь в честь Казанской иконы.
С 2005 года 4 ноября отмечается в России как общегосударственный праздник — День народного единства.
За всё время десятки официально чтимых местных списков Казанской иконы распространились по многим епархиям Русской церкви. Казанской иконе ныне посвящены сотни храмов и монастырей, находящихся в бывших провинциях Российской империи.
К XIX веку казанский образ почитался в России не меньше, чем древние иконы Владимирская и Смоленская.
В конце XX века получили распространение истории о связи иконы с митрополитом Гор Ливанских Илией и об особой роли иконы в Великой Отечественной войне.

### Московская Казанская икона

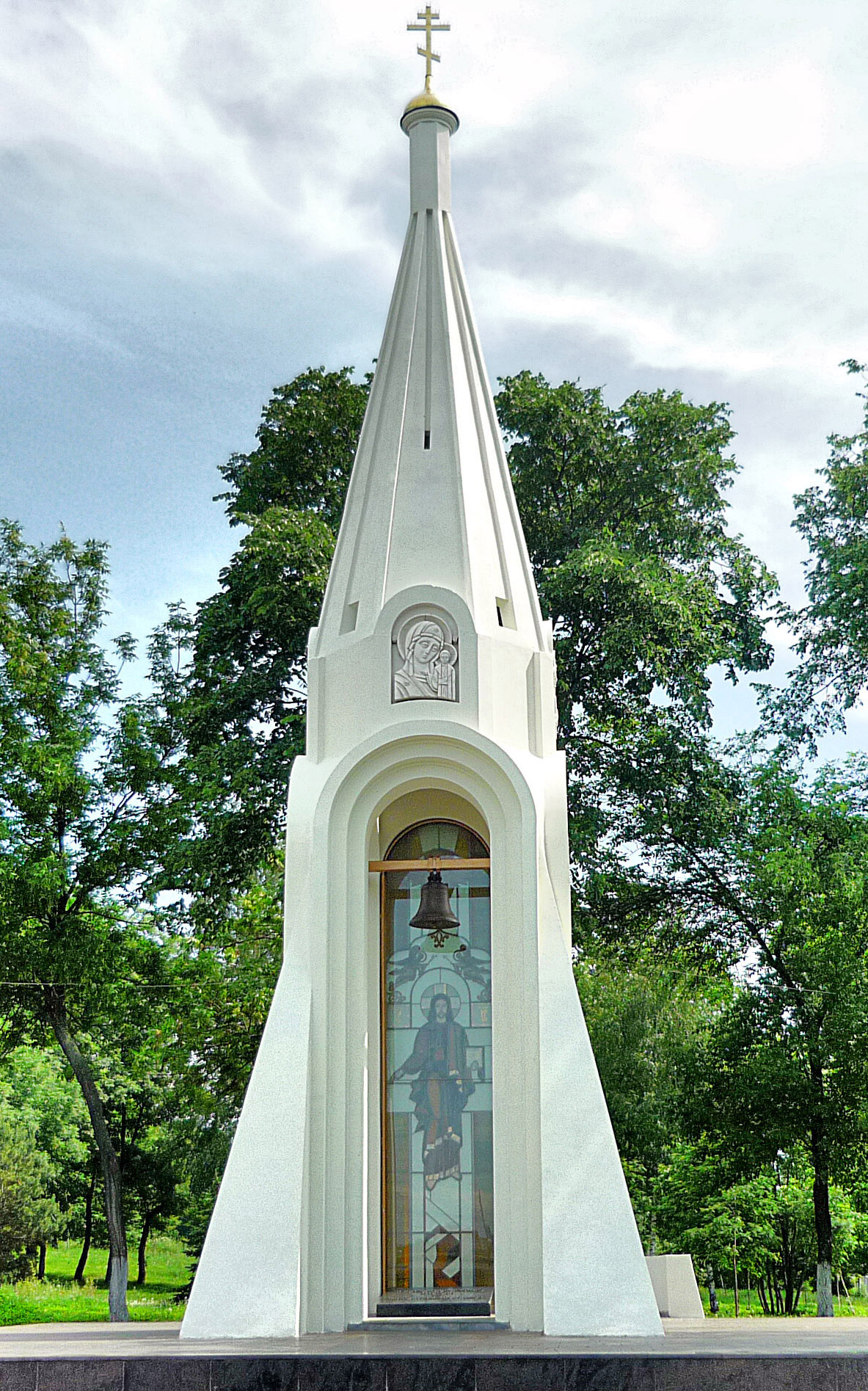
Современная часовня на месте, откуда ополчение Минина и Пожарского двинулось с Казанской иконой в сторону Москвы

В 1611 году Казанскую икону Божией Матери взяло с собой казанское ополчение, которое отправилось под Москву на помощь войскам Трубецкого и Заруцкого, пытавшихся освободить столицу России от польско-литовских интервентов (Первое народное ополчение). Большинство авторов считают, что эта икона является списком с чудотворной иконы, обретённой в Казани в 1579 году. Казаки встретили образ без должного почтения, что описано в «Новом летописце» 1630-х годов. Вместе с Казанской иконой русские ополчения в мае 1611 года отбили у поляков Новодевичий монастырь. Но успехи русских войск этим и ограничились, среди ополчений начались разногласия. Первое ополчение потерпело неудачу, распавшись после убийства казаками его главы Прокопия Ляпунова 22 июля 1611 года.
Икона пробыла в Москве до начала зимы 1611―1612 годов, после чего казанская дружина с иконой направилась в обратный путь в Казань. Весной 1612 года она встретились с нижегородским ополчением, которое под предводительством князя Дмитрия Пожарского и Козьмы Минина шло на освобождение Москвы от поляков (Второе народное ополчение). Уже прославившаяся чудотворениями икона была взята в полки Второго ополчения, а в Казань отправили её список.
22 октября 1612 года с Казанской иконой ополчением Минина и Пожарского был взят Китай-город, и вскоре поляки сдали Кремль. 27 октября народное ополчение торжественно вступило в Кремль. Казанскую икону поставили в приходском храме Пожарских — церкви Введения на Лубянке. В Москве установили местное празднование иконе на 22 октября.

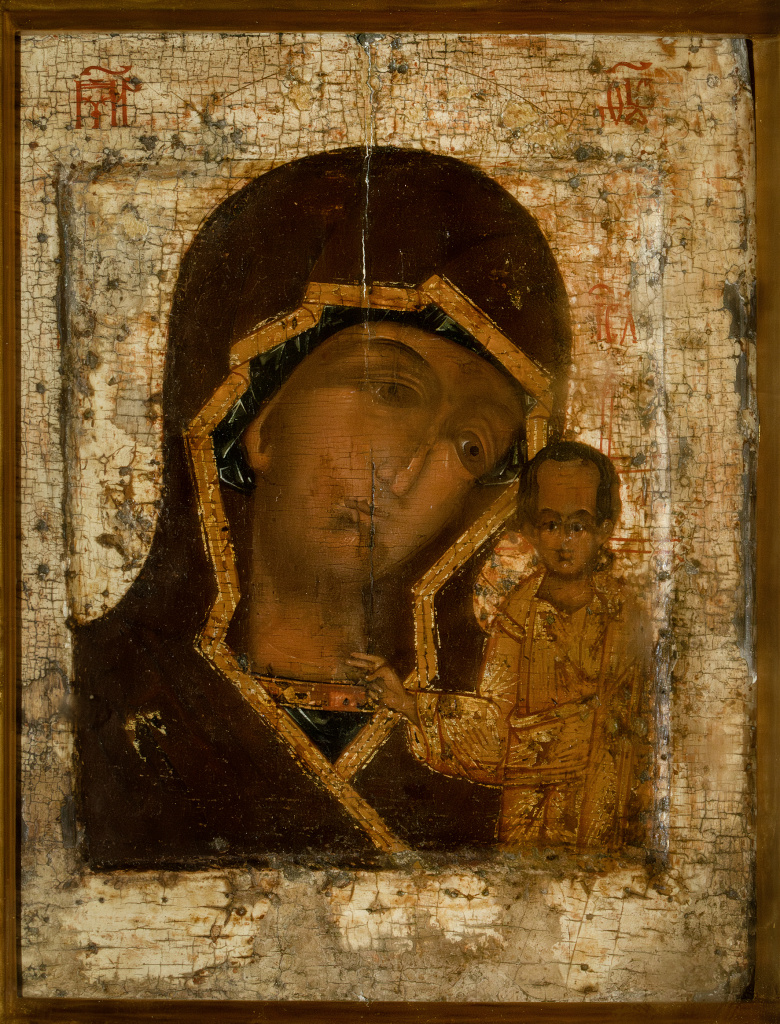
Вновь обретённый в 2023 году чудотворный список иконы Казанской Божией Матери

На средства князя Пожарского на Красной площади был построен Казанский собор, куда в 1636 году была перенесена Казанская икона.
В 1918 году эту икону в драгоценном окладе украли из Казанского собора. Её местонахождение до 2023 года было неизвестно.
4 ноября 2023 года в Успенском соборе Московского Кремля патриарх Кирилл перед совершением литургии «явил» список Казанской иконы, который, по утверждению патриарха и сообщению Московской патриархии, был в московском ополчении Минина и Пожарского и впоследствии хранился в Казанском соборе на Красной площади. Члены семьи коллекционера и реставратора Сергея Николаевича Воробьёва (1949—2022) сообщили, что речь идёт о списке, подаренном им патриарху Алексию II в 2001 году (по другим сведениям, это произошло в 2002 году), каковой список Воробьёв приобрёл с рук на вернисаже в Измайлове около 2000 года. В тот же день образ был доставлен патриархом в Казанский собор и помещён в напольный киот в центральной части храма.
Другая особо почитаемая Казанская икона, находящаяся с начала 1940-х годов в Богоявленском соборе в Елохове в Москве (видимо, перенесена в Елохово из разрушенного Богоявленского собора в Дорогомилове), как принято предполагать, ранее находилась в приделе Казанского собора на Красной площади и была написана на рубеже XVII―XVIII веков, как список Московской Казанской иконы.

### Санкт-Петербургская Казанская икона

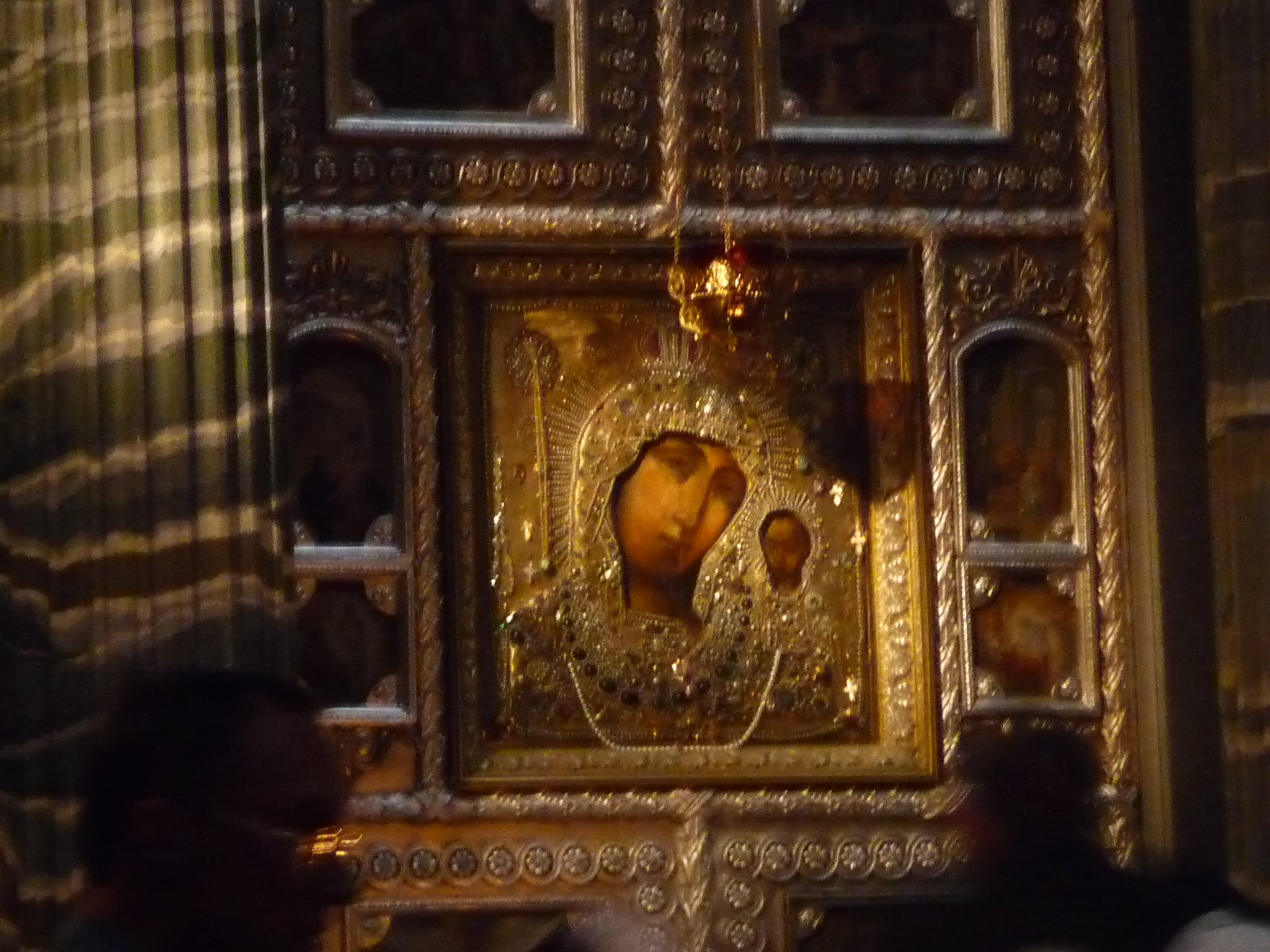
Список в Казанском соборе в Санкт-Петербурге

Считается, что Санкт-Петербургская Казанская икона является списком с чудотворной иконы, обретённой в Казани в 1579 году. Существует предположение, что она написана по заказу Прасковьи Феодоровны (1664―1723), вдовы царя Иоанна V Алексеевича и привезена её в Санкт-Петербург по повелению Петра I в 1708 или 1710 годах. Исходя из донесения в 1727 году в Синод священника Рождественской церкви на Петербургской стороне Иоанна Стефанова, этот «образ по обещанию вновь написан и украшен достоблаженной памяти царицей и великой княгиней Прасковьей Феодоровной и от нас немалым иждивением». По мнению священника и историка Николая Романовского (XIX―XX век) выражение «вновь написан» следует понимать как «вновь переписан», или полностью реставрирован. В этом случае, по мнению доцента Санкт-Петербургской Духовной Академии Владимира Некрасова (1892—1987), написание этой иконы может относиться к концу XVI или XVII веку.
С 1737 года эта икона находилась в церкви Рождества Богородицы на Невском проспекте, а с 1811 года — в Казанском соборе, построенном на её месте. В настоящее время икона находится в иконостасе Казанского собора, слева от Царских врат.

### Ватиканский список

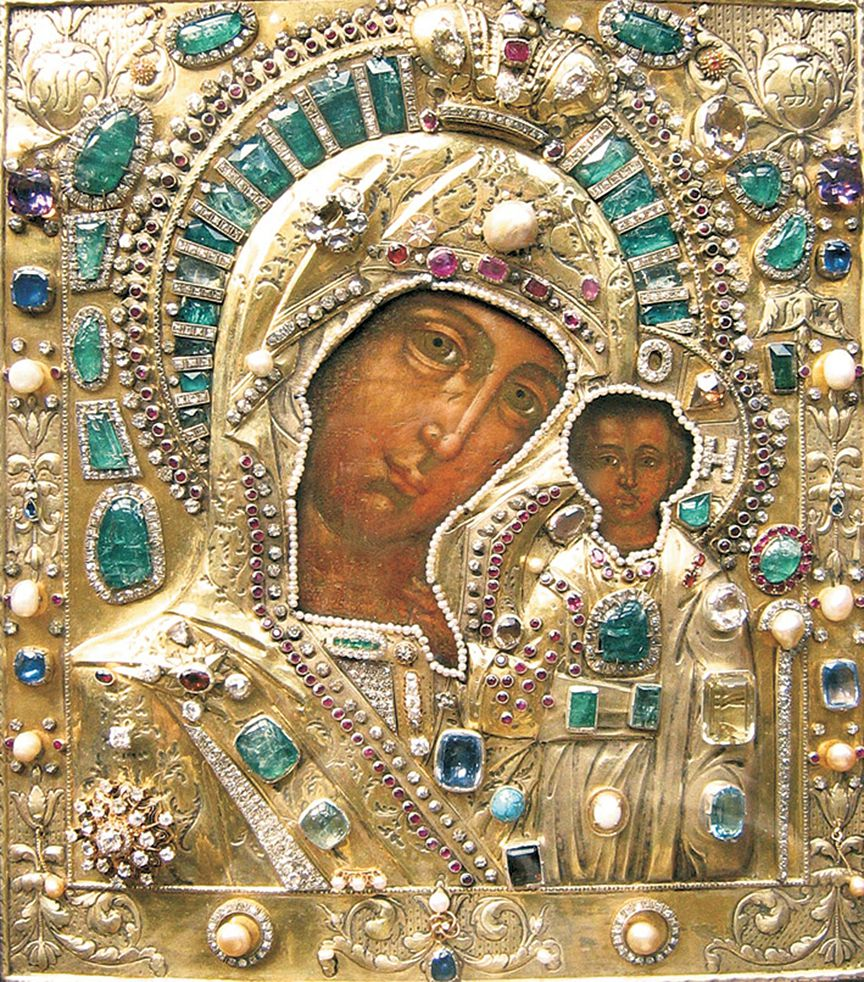
Казанская икона Божией Матери, ватиканский список

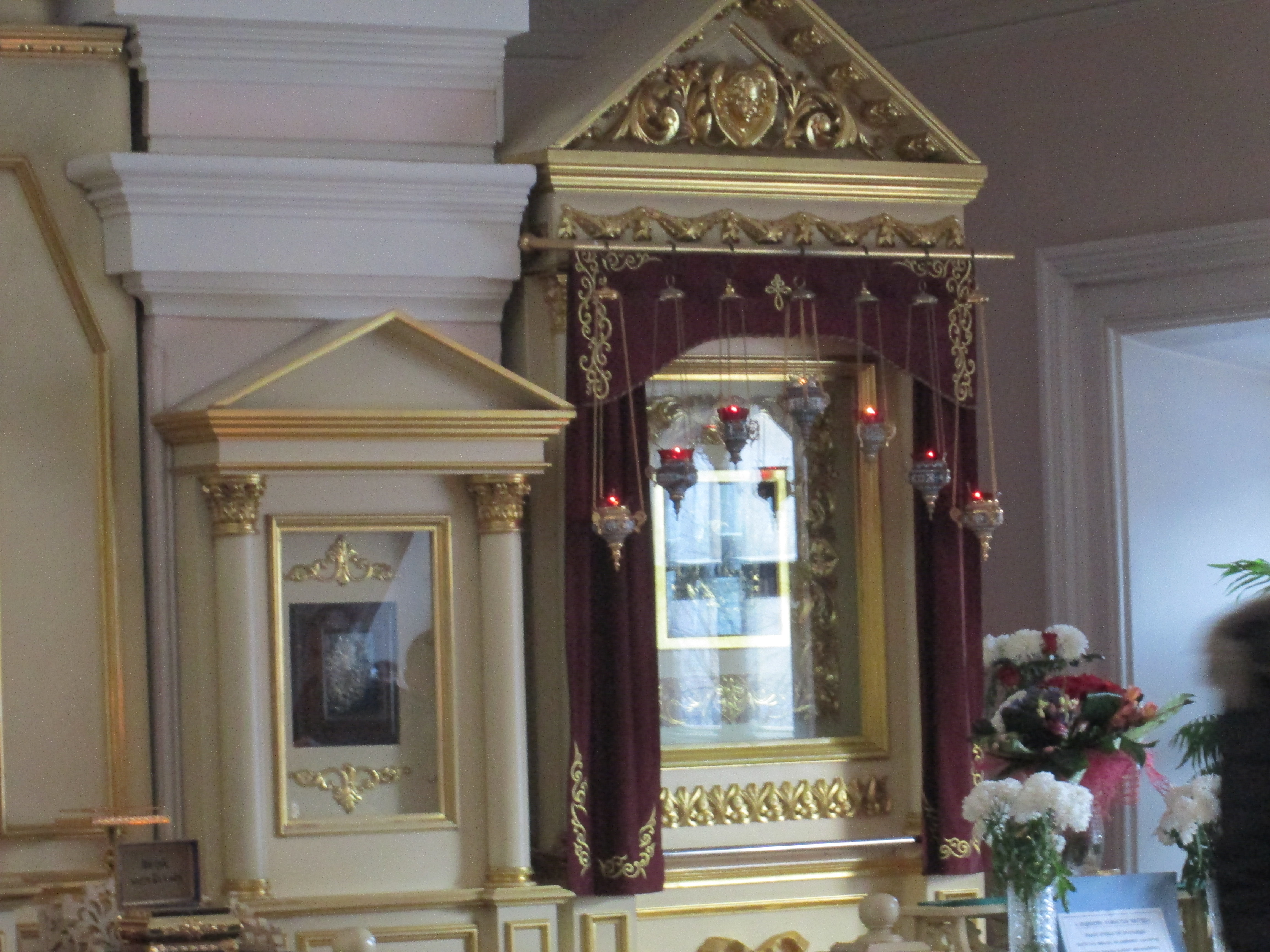
Ватиканский список иконы в Крестовоздвиженском храме Казанского Богородицкого монастыря

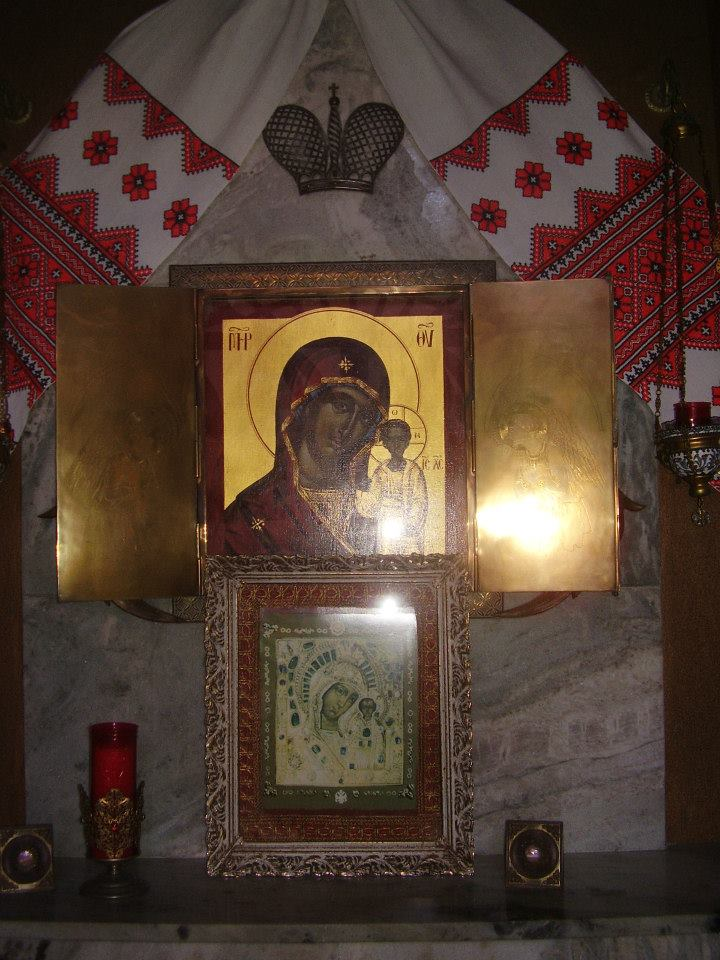
Копия Казанского образа, оставшаяся в русской церкви в Фатиме

Один из списков Казанской иконы, датируемый первой половиной XVIII века, после революции 1917 года оказался за границей: в 1950 году его приобрёл для своей коллекции английский археолог Фредерик Митчелл-Хеджес. С 1959 года архиепископ Иоанн (Шаховской) пытался собрать средства в русской диаспоре для выкупа иконы. Для этого, в частности, в 1964 году она была привезена в домовый храм при Русском центре Фордемского университета, затем выставлялась на Всемирной выставке в Нью-Йорке. В 1970 году русские католики привлекли американскую католическую организацию «Голубая армия» (англ. Blue Army of Our Lady of Fatima), и с её финансовой помощью образ был выкуплен и передан в португальский город Фатиму в специально построенную для этого грекокатолическую Успенскую церковь (капеллу), принадлежащую русскому апостолату, которую освятил епископ Андрей (Катков). Настоятелям храма служил Павел Близнецов. С марта 1993 года икона находилась в личных покоях папы Иоанна Павла II. Передача этой иконы Русской православной церкви в 2004 году была интерпретирована в России как дипломатический ход с целью получить согласие РПЦ на пастырский визит римского папы в Россию. Искусствовед Н. Н. Чугреева дала такую характеристику Казанского образа из Ватикана:

Казанская икона, находящаяся в Ватикане, представляет собой список с явленного в Казани образа, который по стилю письма можно отнести к живописной традиции Поволжья и датировать первой половиной — серединой XVIII века. Иконография образа отличается от ранних списков с явленного образа: тип Лика Богоматери не «грекофильский», а более «русифицированный», взгляд Её и Лик более, чем на древних образах, обращён к предстоящим, что характерно для икон более позднего времени; благословение Младенца Христа не двуперстное, как на явленной иконе, а именословное. Драгоценный оклад образа, по мнению специалистов, может быть отнесён по характеру орнаментики к началу (первой трети) XIX века.

25 августа 2004 года Иоанн Павел II последний раз помолился перед ней, а через день с ней прощалось пять тысяч верующих католиков. «Ватиканская» икона была доставлена в Москву делегацией во главе с кардиналом Вальтером Каспером и 28 августа 2004 года в Успенском соборе Московского Кремля преподнесена Патриарху Алексию II, который поместил её в своей резиденции.
По мнению теолога доктора Адольфа Хампеля, внёсшего существенным вклад в передачу Русской православной церкви списка Казанской иконы Богоматери и являвшегося консультантом совместного татарстано-германского документального фильма об этой святыне, «нет принципиального значения, подлинник в Ватикане или список — в любом случае возвращение иконы может стать символом духовного возрождения, и не только для России. Потому что Ватиканская икона — намоленная, а потому при любой оценке учёных результат будет один: икона все равно привнесет в жизнь России и Татарстана мир и спокойствие, оградит от бед и напастей».

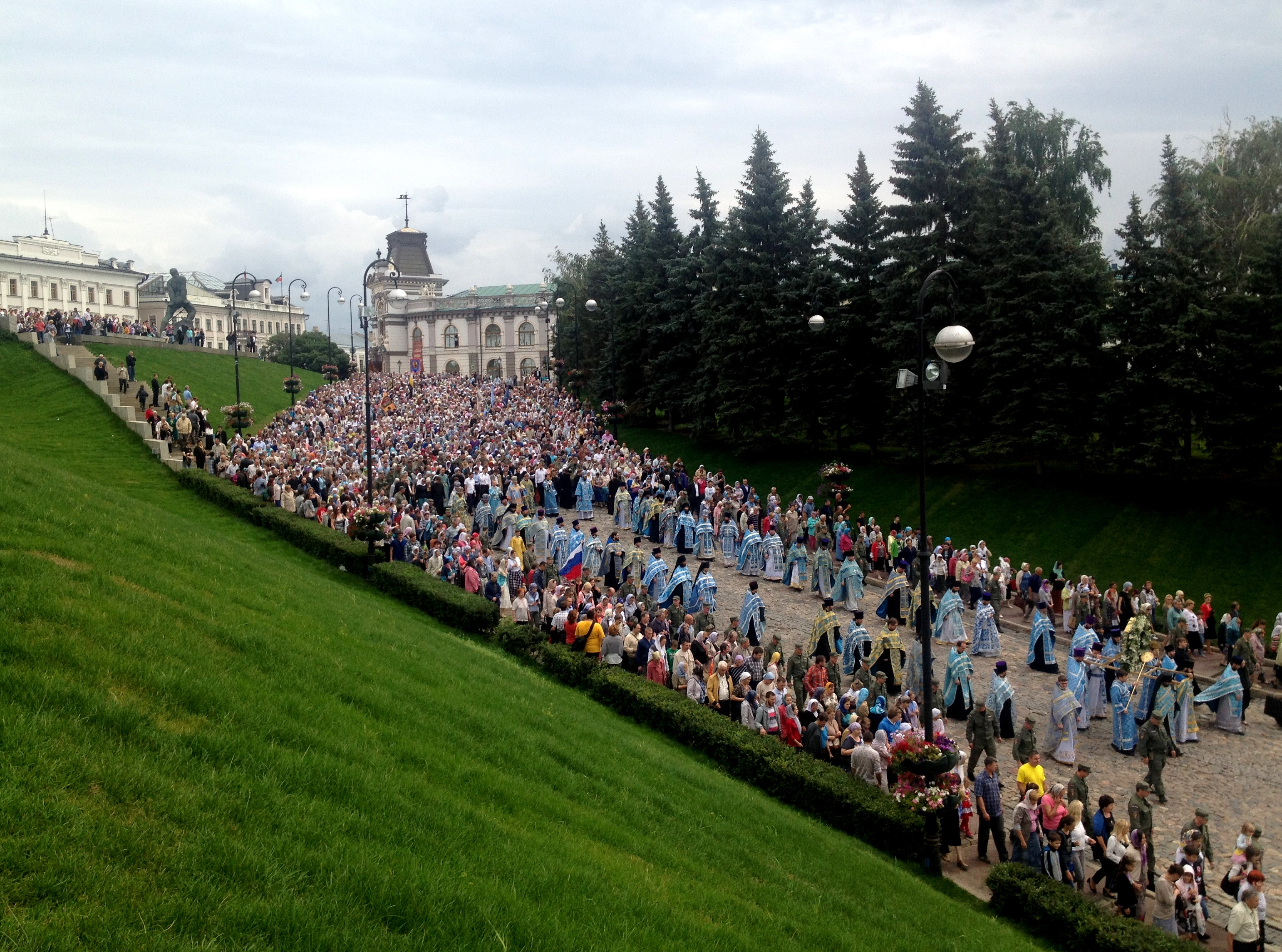
Крестный ход к месту обретения Казанской иконы Божией Матери (Казань, 21 июля 2015 года)

Доставка образа в Казань вызвала протесты со стороны некоторых националистических татарских организаций, в частности, Всетатарского общественного центра (ВТОЦ), президиум которого обратился к папе римскому с открытым письмом, где говорилось, что вокруг иконы «раздуваются сомнительные страсти».
Находясь в июле 2005 года с визитом в Казани, патриарх Алексий II после литургии в Благовещенском соборе Казанского кремля передал образ Казанской епархии: икона была помещена в Крестовоздвиженском храме Казанского Богородицкого монастыря.
Ежегодно в Казани 21 июля и 4 ноября проводятся многотысячные крестные ходы с «Ватиканским» образом из Благовещенского собора Казанского Кремля до места обретения иконы — Казанского Богородицкого монастыря. Эта древняя традиция была возрождена в начале 2000-х годов. Она собирает православных верующих не только из Казани и других городов и районов Татарстана, но и паломников из других регионов России и зарубежных стран.
Особой торжественностью отличался крестный ход 21 июля 2005 года, в котором приняли участие патриарх Алексий II и многочисленные представители православного духовенства России.
С 2013 года крестные ходы к месту обретения Казанской иконы Божией Матери проходят по несколько изменённому маршруту — вокруг Казанского Кремля.

### Прочие списки

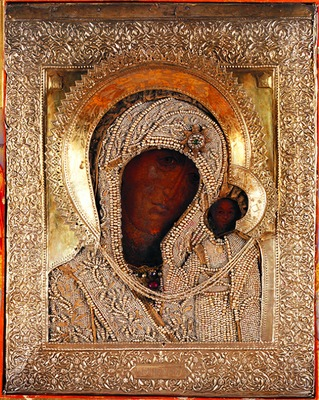
Вязниковская Казанская икона Божией Матери

Согласно «Сказанию о иконе Богоматери Казанской Ярославской» (конец XVII века), 24 июля 1588 года в городке Тетюши около Казани романовскому посадскому человеку Герасиму Трофимову явилась Богородица. Она повелела ему выменять в лавке в Казани список Казанской иконы, явленной в 1579 году, и поставить в Романове в новом храме в честь Казанской иконы. Эта икона была написана в 1580-х годах. Герасим сделал всё, как было указано. В Романове от принесенного образа последовали многочисленные чудеса. Икону украсили драгоценным окладом, но храм в честь Казанской иконы в Романове не построили. В 1609 году она оказалась в Ярославле, где с ней была одержана победа над польско-литовскими интервентами. Икона находилась в Казанском монастыре в Ярославле после его основания в 1610 году. В настоящее время местонахождение иконы неизвестно. В Казанском монастыре имеется почитаемый список Казанской иконы, выполненный в 1881 году.
Согласно преданию, известному с 1840-х годов, в 1621 году в селе Богородском под Уфой произошло явление ещё одной версии Казанской иконы, которая именуется ныне Богородско-Уфимской. Празднование в честь этой иконы установлено на 6 (19) июля.
В 1656 году патриарх Никон преподнёс Маркову мужскому монастырю в Витебске его главную по сей день святыню — список Казанской иконы Божией Матери. Икона была подарена от имени царя Алексея Михайловича.
Согласно Сказанию, записанному со слов священника Иоанна Уманова из села Каплуновка Харьковской епархии (Украина), ему в 1689 году накануне праздника Рождества Пресвятой Богородицы явился во сне благолепный муж. Он сказал, что через три дня (11 сентября) в Каплуновку из Москвы придут три иконописца возрастом около 60, 80 и 90 лет и что у последнего будет Казанская икона Божией Матери, которую священник должен принять с подобающей честью. Священник так и сделал, причём иконописцы не взяли платы. Эта икона датируется 1680-ми годами. В 1691 и 1699 годах икона мироточила, от неё совершалось множество исцелений. Икона получила название Каплуновская. В 1709 году перед Полтавской битвой она была принесена в русские полки и ей благословляли воинов. Согласно Сказанию, в день битвы, 27 июня 1709 года, царь Петр I троекратно, омывая слезами икону, просил о победе над неприятелем. После победы Петр I украсил её серебряным позолоченным окладом. С 1766 года икона чествуется в день её явления 11 (24) сентября. В настоящее время местонахождение иконы неизвестно. Возможно, она пребывает у потомков героя Полтавской битвы фельдмаршала Б. П. Шереметева. Почитаемые списки Каплуновской иконы находятся в Свято-Макарьевском кафедральном соборе в Полтаве (первая треть XVIII века), Спасо-Преображенской церкви в городе Ахтырка (середина XVIII века), Свято-Троицкой церкви Крестовоздвиженского монастыря в Полтаве (около 1800 года). Списки второй половины XVIII века известны в частных собраниях.
Другие местночтимые списки Казанской иконы — Вязниковская (год обретения 1624), Нижнеломовская (1643), Тобольская (1661), Тамбовская (1695), Высочиновская (XVIII век), Вышенская (1812). Празднование в честь Казанской иконы и всех упомянутых её списков установлено 8 (21) июля.

### Казанская икона Божией Матери в космосе

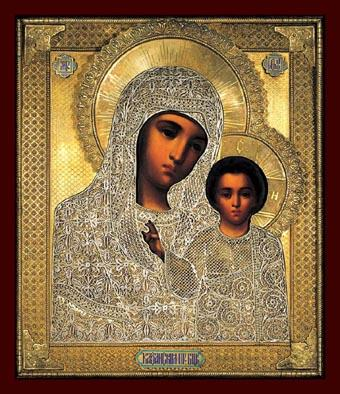
Казанская икона Богородицы в окладе (XIX век)

13 марта 2011 года, в первую неделю Великого поста и праздник Торжества Православия, по окончании Божественной литургии в кафедральном соборном Храме Христа Спасителя Святейший Патриарх Московский и всея Руси Кирилл приветствовал присутствовавших на богослужении представителей Федерального космического агентства и вручил руководителю Роскосмоса генерал-полковнику А. Н. Перминову и членам экипажа космического корабля «Юрий Гагарин» российским лётчикам-космонавтам А. М. Самокутяеву и А. И. Борисенко список Казанской иконы Божией Матери. Предстоятель сказал:

Пусть над нашим мятущимся, раздираемым противоречиями миром, в котором так много скорби и человеческого горя, простирается Покров Пречистой Царицы Небесной. В этом смысле российские космонавты, помимо своих очень сложных и важных профессиональных обязанностей, будут осуществлять и некую духовную миссию.

7 апреля 2011 года космический корабль «Юрий Гагарин» доставил икону на Международную космическую станцию. Икона будет храниться в российском сегменте станции.

## Гимнография
Автором службы в честь Казанского образа считается святитель Гермоген.
- Тропарь, глас 4

Заступнице усердная, Мати Господа Вышняго, за всех молиши Сына Твоего, Христа Бога нашего, и всем твориши спастися, в державный Твой покров прибегающих. Всех нас заступи, о Госпоже Царице и Владычице, и же в напастех и скорбех и в болезнех, обремененных грехи многими, предстоящих и молящихся Тебе умиленною душею и сокрушенным сердцем пред пречистым Твоим образом со слезами, и невозвратно надежду имущих на Тя, избавления всех зол, всем полезная даруй и вся спаси, Богородице Дево: Ты бо еси Божественный покров рабом Твоим.
- Кондак, глас 8

Притецем, людие, к тихому сему и доброму пристанищу, скорой Помощнице, готовому и теплому спасению, покрову Девы: ускорим на молитву и потщимся на покаяние: источает бо нам неоскудныя милости Пречистая Богородица, предваряет на помощь и избавляет от великих бед и зол благонравныя и богобоящияся рабы Своя.
- Величание

Величаем Тя, Пресвятая Дево, Богоизбранная Отроковице, и чтим образ Твой святый, имже точиши исцеления всем с верою притекающим.
- Молитва

О Пресвятая Госпоже Владычице Богородице! Со страхом, верою и любовию припадающе пред честною иконою Твоею, молим Тя: не отврати лица Твоего от прибегающих к Тебе, умоли милосердая Мати, Сына Твоего и Бога нашего, Господа Иисуса Христа, да сохранит мирну страну нашу, Церковь Свою святую да незыблему соблюдет от неверия, ересей и раскола. Не имамы бо иныя помощи, не имамы иныя надежды, разве Тебе, Пречистая Дево: Ты еси всесильная христиан Помощница и Заступница. Избави всех с верою Тебе молящихся от падений греховных, от навета злых человек, от всяких искушений, скорбей, бед и от напрасныя смерти: даруй нам дух сокрушения, смирение сердца, чистоту помышлений, исправление греховныя жизни и оставление прегрешений, да вси благодарне воспевающе величия Твоя, сподобимся Небеснаго Царствия и тамо со всеми святыми прославим пречестное и великолепое имя Отца и Сына и Святаго Духа. Аминь.